# Marianne Synnes Emblemsvåg

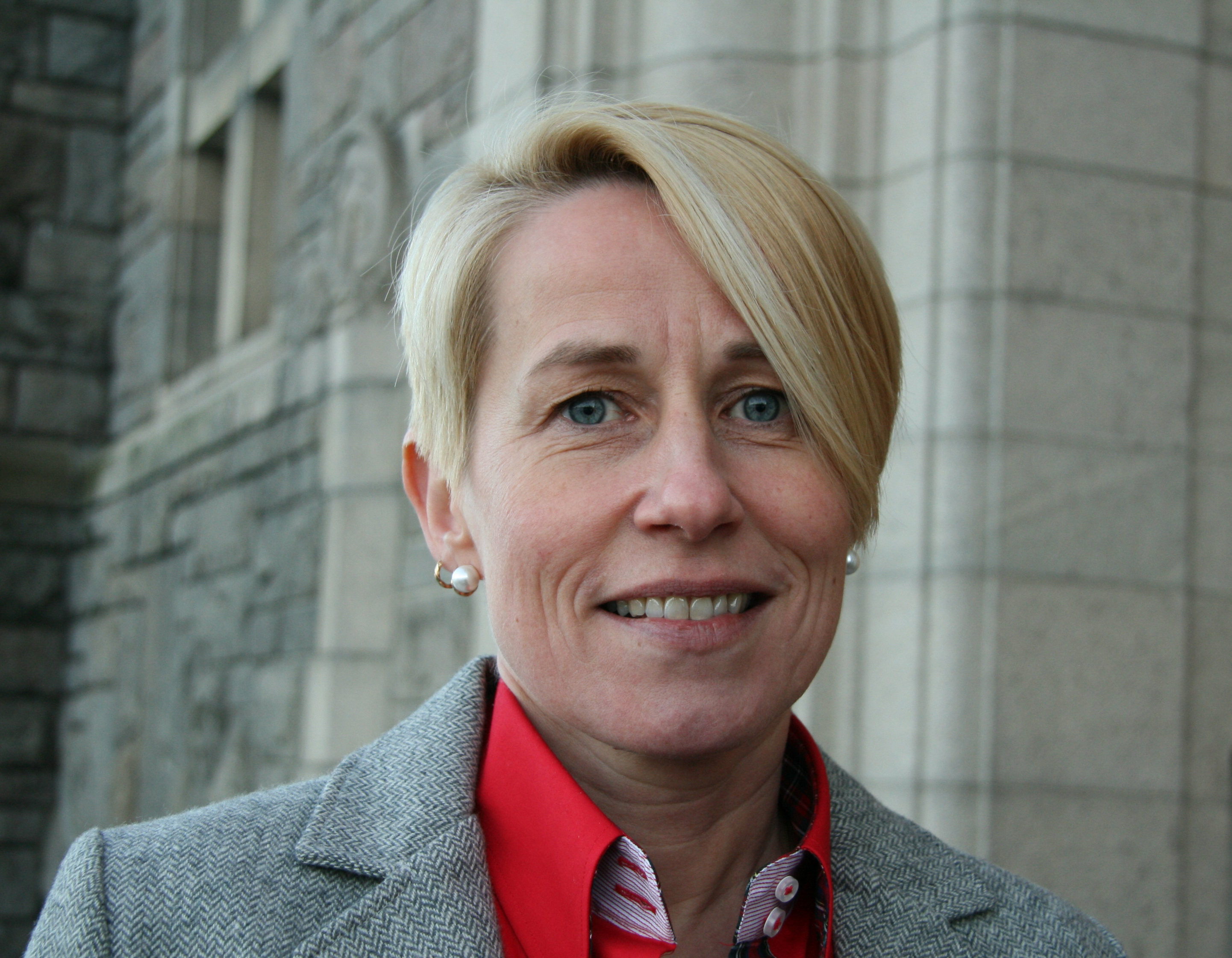
Marianne Synnes, 2015

Marianne Synnes Emblemsvåg, auch Marianne Synnes, (* 5. Juni 1970) ist eine norwegische Molekularbiologin und Politikerin der konservativen Partei Høyre. Von 2017 bis 2021 war sie Abgeordnete im Storting.

## Leben
Emblemsvåg studierte Zellbiologie und sie ist autorisierte Bioingenieurin. Sie promovierte im Bereich der Molekularbiologie am Kreftforskningsinstituttet (deutsch: Krebsforschungsinstitut). Zwischen 2011 und 2016 war sie die Rektorin der Hochschule Ålesund, für die sie ab 2006 arbeitete. Nachdem diese in die Technisch-Naturwissenschaftliche Universität Norwegens (NTNU) eingegliedert wurde, wurde sie Vizerektorin und setzte dort ihre Arbeit als Forscherin fort. Eine Bewerbung auf eine weitere Amtszeit als Vizerektorin zog sie im Sommer 2016 zurück.
Synnes zog bei der Parlamentswahl 2017 erstmals in das norwegische Nationalparlament Storting ein. Dort vertrat sie den Wahlkreis Møre og Romsdal und wurde Mitglied im Gesundheits- und Fürsorgeausschuss. Im Februar 2018 wechselte sie in den Bildungs- und Forschungsausschuss. Im März 2020 erklärte sie, bei der Wahl 2021 nicht erneut für einen Sitz im Parlament zu kandidieren und nach der Wahl an die NTNU zurückzukehren. Sie begründete den Schritt damit, dass die parlamentarische Arbeit nicht ihren Erwartungen entspräche. In der Folge schied sie im Herbst 2021 aus dem Storting aus.

## Positionen
Im September 2019 forderte Emblemsvåg, dass Studenten Geld bezahlen sollten, wenn sie einem Studienplatz zusagen, welches sie nur dann zurückerhalten, wenn sie das Studium anschließend tatsächlich beginnen.
Am 26. Mai 2020 gab sie an, in einer Stortingsabstimmung gegen die Linie ihrer Partei und für die Legalisierung von Eizellspenden sowie das Recht alleinstehender Frauen auf künstliche Befruchtung gestimmt zu haben.